# Mátrai János
Mátrai János (Győrszentiván, 1877. március 5. – Budapest, 1971. június 30.) piarista szerzetestanár, iskolaigazgató.

## Élete
A főgimnázium első négy osztályát Magyaróváron, a következő hármat Veszprémben végezte. 1896-ban Vácott lépett be a piarista rendbe, majd utolsó gimnáziumi éveit 1897-1898-ban Kecskeméten végezte el. Kolozsvárott folytatott egyetemi bölcsészettudományi és teológiai tanulmányokat, majd 1901-től Magyaróváron kezdett tanítani. 1916-ban már provinciális, majd a nyitrai rendház főnöke és a főgimnázium igazgatója lett. Az államfordulatot követően budapesti, nyitrai és ismét budapesti gimnáziumi tanári évek után 1929-1934 között a magyaróvári piarista középiskola igazgatója lett. 1936-tól kezdődően Budapesten élt és dolgozott, mint a rendház pénztárkezelője. 1948-tól a piarista iskolák múzeumának felügyelője, majd igazgatója. 1962-től nyugdíjas.
Közéleti tevékenységét főként a Mosonmegyei Történelmi és Régészeti Egylet és múzeumának szervezésében fejtette ki.
Szülőfalujában nyugszik.

## Művei
- 1930 Mester és tanítvány. Magyaróvár.
- 1942 Védő és segítő szentjeink. Budapest.